# 米田雄一
米田 雄一（よねだ ゆういち、1983年6月29日 - ）は、日本のギタリスト。千葉県出身。

## 来歴・人物
千葉県生まれ、川口市在住。 
在学中からプロ活動を始め、マルチプレーヤーとしてJazz、Pops、Rock、CM、映画音楽、ゲーム音楽など様々なジャンルのライブ、セッション、レコーディングに参加する。また、作編曲家としてアーティストへの楽曲提供やTVや企業CMの音楽制作にも携わっている。Pat Metheny、Kenny Wheeler、Bill Evansを好んで聴いている。初めて見たオタマトーンを理解したり、できないと言っているMCもそつなくこなす事からなんでも30分でモノにする男と玉川美沙より評される。白坂勉と共に「one difference」としてユニットでも活動している。 
2015年に自身の名義でオリジナルのインストアルバム 「Tweet of a Sardine」をリリースし、その後2枚自身のブランドでアルバムを発売する。 
2016年10月川口リリアで行われたボーカルグループ「サーカス」のコンサートでは、自衛隊中央音楽隊ビッグバンドのアレンジャー兼演奏者として参加。
2022年5月、河野広明、ダイナマイトしゃかりきサ〜カス、玉川美沙と共に「ひげの説法 しゃかの説法 〜ジャズ、ハモり、そしてタマガワ」を行う。

## 現在配信中の番組

### インターネット配信
- yone_zaburo 2022〜(17LIVE)

## 過去に出演した番組

### ラジオ番組
- Jazzin' Soul #146 - 2018-06-18 (フラワーラジオ) [4]
- FM川口サウンドカフェ - 2018年6月5日 (FM川口)[5]

## ディスコグラフィー

### CD
- Tweet of a Sardine - 2015/6/1[6]
  1. Sea Samba
  2. Five Steps to be a Rising Bird
  3. Underground Campaign
  4. Buzz
  5. Upload the World
  6. Tweet of a Sardine
  7. Doro
  8. Fantasizing
- Squid's Name - 2019/12/19
  1. Etude
  2. Squid's Name
  3. Up-White
  4. Log
  5. Infinite Continue
  6. One Difference
  7. Fall
  8. Left behind
- 玄鳥去（つばめさる）- 2021/9/19[7]
  1. Green Drift
  2. Spin a Yarn
  3. 玄鳥去
  4. Rain Song
  5. Detour
  6. MUKU
  7. Harvest
  8. 雀色時
- Piece of Cake (One Difference) - 2018/8/10[8]
  1. the book
  2. immix
  3. left behind
  4. one difference
  5. piece of cake

### 他アーティスト等の制作参加
- 諫山実生「月のワルツ」
- サーカス
- 櫻坂46「それが愛なのね」
- HKT48「会いたくて嫌になる」[9]
- 私立恵比寿中学「HISTORY」
- 篠原宣義「蛍」[10]
- 友香「セカイはカラフル」
- mina「Flor del Cielo」
- 大橋藍「君色空」
- ジャックジャンヌ (Nintendo Switch)[11]

- RCCテレビ60年特別企画 リリーフドラマ「恋より好きじゃ、ダメですか？」- 2019/4/3 - 2019/9/21 (RCCテレビ)[12]
- LOVE SONG COVERS Collection 2021- 2021/8/21[13]